# R Doradus
R Doradus (HD 29712 oder P Doradus) ist ein roter Riesenstern im Sternbild Schwertfisch. Er besitzt von der Erde aus gesehen den größten Winkeldurchmesser aller Sterne.
Er ist ein Veränderlicher vom Mira-Typ, seine scheinbare visuelle Helligkeit schwankt zwischen 4,8 und 6,6 mit einer Periode von 332 Tagen. Als Roter Riese mit einem Durchmesser von 520.000.000 km (370 Sonnendurchmesser) liegt sein Helligkeitsmaximum weit im Infraroten, seine Gesamthelligkeit über das Spektrum ist nach Beteigeuze die zweithöchste aller sichtbaren Sterne, obwohl er im sichtbaren Licht an der Grenze der freiäugigen Sichtbarkeit liegt. Er befindet sich in einer Entfernung von 203 Lichtjahren. R Doradus ist die wichtigste Komponente eines Mehrfachsternsystems.
R Doradus bewegt sich durch die Galaxie mit einer Geschwindigkeit von 39,3 km/s in Bezug auf die Sonne. Seine projizierte galaktische Umlaufbahn ist zwischen 20.800 und 31.700 Lichtjahre vom Zentrum der Galaxie entfernt. Er kam der Sonne vor 1,0 Millionen Jahren am nächsten. Damals betrug bei 152 Lichtjahren Entfernung die scheinbare visuelle Helligkeit 4,95.

## Belege
1. ↑  T. R. Bedding, Albert A. Zijlstra, A. Jones, G. Foster: Mode switching in the nearby Mira-like variable R Doradus. (PDF) In: arxiv.org. Abgerufen am 14. September 2024.
2. ↑  The Biggest Star in the Sky. In: ESO.org. Abgerufen am 14. September 2024.